# Criba orbitalia
Cribra orbitalia (CO) é um aparecimento de lesões poróticas localizadas no teto abobadado das órbitas, constituindo uma condição osteológica relativamente comum. Sua etiologia foi foco de vários estudos. F. Rivera M. e Mirazón Lahr (2017)  identificaram como possíveis causas de CO a anemia crônica, a aplástica, a de distúrbios endócrinos e deficiência de proteína, além da insuficiência renal em menor medida. As deficiências proteicas e ferrosa podem se dar tanto devido à má absorção desses elementos pelo organismo, quanto pela falta deles na dieta. 
A anemia causa hipertrofia ou hiperplasia da medula óssea, juntamente a uma interrupção do processo de remodelação do osso cortical externo, produzida quando há expansão do osso trabecular ou diplóico craniano, com aumento da hematopoiese. Isso fica evidenciado em lesões poróticas visíveis externamente no esqueleto cranial e pós-cranial. A hipocelularidade e hipoplasia óssea diplóica estão presentes na CO em oposição à Hiperostose Porótica (HP), que também apresenta lesões ósseas poróticas no crânio e que vários autores associam à anemia e à CO. 
Embora a CO e a HP tenham sido relacionadas durante muitos anos às anemias ferroprivas, em contextos arqueológicos, P. Walker et al. (2009)  afirmam que “evidências paleopatológicas e clínicas sugerem que elas frequentemente têm etiologias diferentes. Reconsiderar a etiologia dessas condições esqueléticas tem implicações importantes para as interpretações atuais de desnutrição e doenças infecciosas em populações humanas anteriores.”, conforme foi explicado acima.

### Novas perspectivas
Estudos recentes (O'Donnell et al., 2020)  demonstram que pode haver uma ligação da CO e da HP com a saúde dos indivíduos na contemporaneidade, a partir da análise das relações entre a causa de morte conhecida e a presença/ausência de lesões poróticas. Como resultado, descobriu-se que pessoas com infecção respiratória têm maior probabilidade de ter CO e/ou HP, sendo que a CO parece ter maior correlação com a saúde do que a HP, conforme resultados relacionados a doenças cardíacas. Porém, indivíduos com deficiências cardíacas congênitas também são mais predispostos a doenças respiratórias, o que retorna a pesquisa à associação da CO com infecções respiratórias. Tais infecções constituem uma das principais causas de mortalidade na atualidade, portanto, a CO e a HP em contextos bioarqueológicos podem ser cogitadas como potenciais indicadoras de infecções respiratórias no passado.
O estudo de M. Zdilla et al. (2022)  propõe como antecedente da CO a natureza vascular e evolutiva, representando uma predisposição anatômica ao desenvolvimento da pessoa. No artigo, H. Naveed et al. (2012)  associam a CO à estenose do canal óptico. Isto poderia explicar uma proporção de casos de aprisionamento do nervo óptico, detectável com radiologistas e cirurgias oculoplásticas. Os autores criaram um protocolo de tomografia computadorizada para ser usado na detecção e análise de CO. Para o estudo, eles utilizaram 13 crânios cribratosos e 5 crânios não cribratosos do Museu de Londres. Ao verificarem nas imagens da tomografia computadorizada a morfologia da CO, a densidade do teto orbital e o diâmetro do canal óptico, concluíram que a CO pode estar associada à estenose do canal óptico, causando o aprisionamento do nervo óptico. Este estudo ajuda a detectar a presença de CO em pacientes suspeitos. 
Apesar das lesões da CO e da HP serem utilizadas como indicadores esqueléticos de estresse na infância, são poucos os estudos realizados em populações a esse respeito, ficando a ligação de tais lesões com doenças não muito clara. Um artigo escrito por O’Donell et al. (2023) , pesquisa a relação entre a duração de doenças na infância e a formação de CO/HP em uma amostra clinicamente documentada. Como resultado, foi verificado que “doenças, episódios únicos ou episódios cumulativos com duração de mais de um mês estão associados a maiores chances de CO”. Já, indivíduos que nunca estiveram doentes são menos suscetíveis a apresentar HP. Ou seja, indivíduos que permanecem doentes por mais de um mês têm maior probabilidade de desenvolver CO/HP, em comparação àqueles com doenças agudas. Alguns sobreviveram tempo suficiente para desenvolver CO/HP, mas acabaram falecendo devido a doenças, enquanto outros com lesões morreram por causas não relacionadas a doenças. 
Ainda conforme O'Donell et al. (2022) , a formação de lesões em jovens é afetada por uma combinação de fatores tais como, as diferenças entre os sexos no ritmo de conversão da medula óssea da vermelha para a amarela e a renovação óssea. Homens apresentam maior incidência de CO e HP, provavelmente devido ao aumento da atividade osteoblástica em indivíduos do sexo masculino. Porém, não há evidência de que as diferenças sexuais na mortalidade ou respostas imunológicas afetem a frequência de lesões nesse estudo.
Importância para a arqueologia e a antropologia
Estudos osteobiológicos servem também para ser aplicados a casos de pesquisas históricas e arqueológicas. Um exemplo disso é o trabalho de Okumura e Eggers (2005), no qual são analisados 14 marcadores osteológicos dos 89 esqueletos encontrados no sítio arqueológico (Sambaqui) Jabuticabeira II. Entre esses remanescentes ósseos, alguns apresentaram CO. As autoras inferem que tais casos se devam a parasitas intestinais ou outras fontes de estresse fisiológico. Esses patógenos também podem ter originado o aumento da frequência de doenças infecciosas devido à baixa imunidade associada a eles. Assim, vemos a importância em se estudar as patologias ósseas, que oferecem um sem fim de informações aplicadas em diversos contextos humanos, para análises arqueológicas e antropológicas.